# Yauhen Tsurkin
Yauhen Mikalayevich Tsurkin –en bielorruso, Яўген Мікалаевіч Цуркін– (Gómel, URSS, 9 de diciembre de 1990) es un deportista bielorruso que compite en natación, especialista en el estilo mariposa. Está casado con la nadadora Aliaxandra Herasimenia.
Ganó una medalla de bronce en el Campeonato Mundial de Natación en Piscina Corta de 2016, dos medallas en el Campeonato Europeo de Natación, oro en 2014 y bronce en 2012, y seis medallas en el Campeonato Europeo de Natación en Piscina Corta entre los años 2013 y 2019.

## Palmarés internacional
| Campeonato Mundial en Piscina Corta | Campeonato Mundial en Piscina Corta | Campeonato Mundial en Piscina Corta | Campeonato Mundial en Piscina Corta |
| Año                                 | Lugar                               | Medalla                             | Prueba                              |
| ----------------------------------- | ----------------------------------- | ----------------------------------- | ----------------------------------- |
| 2016                                | Windsor (Canadá)                    | Medalla de bronce                   | 4 × 50 m estilo                     |
| Campeonato Europeo                  |                                     |                                     |                                     |
| Año                                 | Lugar                               | Medalla                             | Prueba                              |
| 2012                                | Debrecen (Hungría)                  | Medalla de bronce                   | 50 m mariposa                       |
| 2014                                | Berlín (Alemania)                   | Medalla de oro                      | 50 m mariposa                       |
| Campeonato Europeo en Piscina Corta |                                     |                                     |                                     |
| Año                                 | Lugar                               | Medalla                             | Prueba                              |
| 2013                                | Herning (Dinamarca)                 | Medalla de bronce                   | 50 m mariposa                       |
| 2015                                | Netanya (Israel)                    | Medalla de plata                    | 50 m mariposa                       |
| 2015                                | Netanya (Israel)                    | Medalla de bronce                   | 4 × 50 m libre                      |
| 2015                                | Netanya (Israel)                    | Medalla de bronce                   | 4 × 50 m estilos                    |
| 2017                                | Copenhague (Dinamarca)              | Medalla de bronce                   | 4 × 50 m estilos                    |
| 2019                                | Glasgow (Reino Unido)               | Medalla de bronce                   | 4 × 50 m estilos                    |